# Haus Vaterland

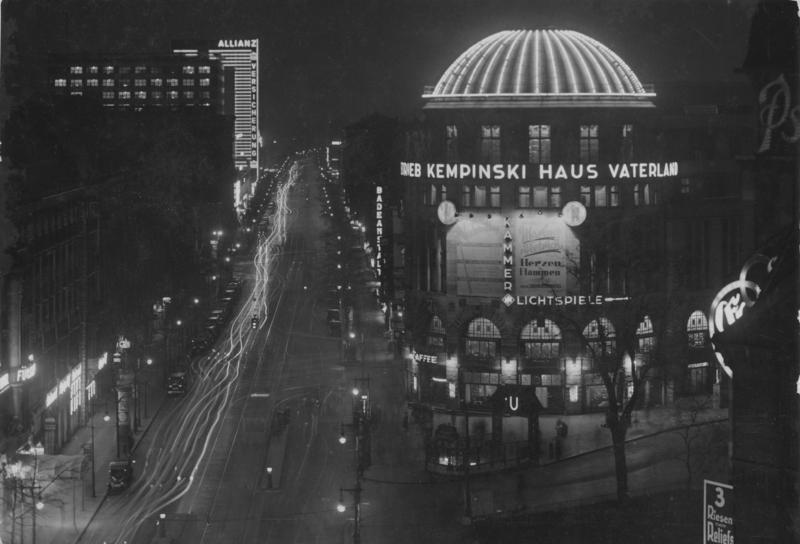
Foto från Potsdamer Platz i riktning mot Stresemannstrasse, 1932. Till höger Haus Vaterland och i förgrunden till höger nedgången till Potsdamer Platz tunnelbanestation. I förgrunden längst till vänster anas Hotel Fürstenhofs ingång och i bakgrunden syns Europahaus med Allianz-ljusreklamen.

Haus Vaterland var från 1928 till 1943 ett nöjespalats vid Potsdamer Platz i Berlin, med krogverksamhet i fyra våningar och årligen omkring en miljon besökare. Vid tillkomsten var huset unikt i världen med idén att placera en nöjespark i en byggnad i stadens centrum, och det blev en tidig föregångare till senare tiders upplevelsegastronomi. Under Leo Kronaus ledning byggdes Haus Potsdam, en kontorsfastighet uppförd 1912, om för att inhysa en av Berlins största biosalonger och stadens största kafé. 
Efter att byggnaden brunnit till följd av allierade bombningar 1943 drevs endast en begränsad del av byggnadens restaurangverksamhet vidare. Efter krigsslutet låg byggnaden i den sovjetiska ockupationssektorn med ett ofördelaktigt läge i direkt anslutning till gränsen mot Västberlin, och 1953 lades därför den förstatligade restaurangverksamheten i byggnaden slutligen ned. Byggnaden hamnade 1972 i den brittiska ockupationssektorn i Västberlin genom ett utbyte av territorium mellan sektorerna, och 1976 revs slutligen återstoden av byggnaden.

## Koncept och verksamhet

### Inredning
Leo Kronau, som var direktör för Haus Vaterland, lät utsmycka byggnaden i en mycket extravagant stil. Redan entréhallen med väntrum, många telefonautomater och hissar gjorde ett luxuöst intryck, och man sparade inte på förgyllda och försilvrade inredningsdetaljer. Under kupolen som låg högst upp i huset närmast Potsdamer Platz låg Palmsalen, en spegelförsedd balsal ritad av Ernst Stern med utsmyckningar av Josef Thorak. Det fjädrande dansgolvet var en brittisk patentlösning som för första gången användes på det europeiska fastlandet och var avsett att underlätta dans i timmar utan tecken på utmattning. Kammerlichtspiele var en av Berlins största biografer och ritades av Carl Stahl-Urach (1879–1946). Totalt kunde omkring 8 000 besökare vistas samtidigt i lokalerna.

### "Världen i ett hus"
Den främsta sensationen med Haus Vaterland var de många olika restaurangerna och barerna som skapats för att ge gästen känslan av att vara i ett annat land. I alla verksamheter serverades vad man ville framhålla som landets typiska kök och drycker, men dessutom var personalen klädd i motsvarande stil med tillhörande musik- och varitéunderhållning. Framförallt hade man inrett lokalerna med dekoration som sträckte sig upp till sex meter in i rummet och ramade in halva salen. På så sätt kunde man se ut genom fönster på ett kulisslandskap. Alla restauranglokaler hade inretts av Wienkonstnären Carl Benesch.

#### Zum Löwenbrau
Den bayerska ölhallen Löwenbräu var en stor sal med ett galleri, inredd som en lyxrestaurang snarare än ett lantligt värdshus. Det fanns inte några mörka trämöbler utan istället vita dukar, utsirade stolar och ljuskronor. Genom ett stort fönster kunde man blicka ut över en utsikt över Eibsee med Eibsee-Hotel och Zugspitze, där belysningen kunde fås att simulera varje tid på dagen fram till den glödande solnedgången bakom alptopparna. På den andra sidan fanns stora målade glaspartier som visade ölbryggning. Under "Quick-Lunch" erbjöd man varje dag från 11.30 till 15 enklare rätter som tillagades framför gästerna i salen. Löwenbräu var vid denna tid det största bryggeriet i Bayern.

#### Wiener Grinzinger
Heuriger-vinbaren Winer Grinziger hade ingång genom en bastionport i gammal Wienerstil och erbjöd utsikt över Wien med Stefansdomen. Med hjälp av ljusanläggningen kunde man även iscensätta en nattlig vy över Wien.

#### Bodega
Den lilla spanska tavernan hade vinfat som sittplatser och även borden var byggda av vinfat. Verksamheten flyttades 1930 till ett annat rum i byggnaden.

#### Czarda
Czarda var ett ungerskt byvärdshus.

#### Vilda Västern-baren
Vilda Västern-baren kallades Arizona-Bar och låg på fjärde våningen. Det var en timmerstuga med stallyktor i taket och amerikanska jakttroféer på väggen. Från verandan hade man utsikt över Delawarefloden och Klippiga bergen. I baren serverades gästerna av kyparen Bayume Mohamed Husen.

#### Turkiska caféet
Nära Vilda Västern-baren på samma våning låg det turkiska caféet. Det skulle ge en känsla av "Tusen och en natt-sagomagi" och var av denna anledning utsmyckad med pelare och golv i marmor. Inuti låg ett orientaliskt café i "morisk" stil, med divaner som sittplatser och små bord där vattenpipor var framställda. Genom moriska fönster kunde man se Bosporen och därmed den "soliga Orienten".

#### Japanskt tehus
Det japanska tehuset hade "genuin japansk service".

#### Tyskt café
Caféet fanns redan i den ursprungliga byggnaden i samma lokaler, men hade fått en ny inredning med nya innerväggar. I och med ombyggnaden ändrades namnet från Deutsches Kaffeehaus Vaterland till Deutsches Caféhaus, eftersom namnet Vaterland nu övergått till att gälla hela byggnaden. I caféet fanns en scenshow som pågick långt in på natten, vilket gjorde platsen till en lokal med samma betydelse för Berlin som den berömda Moulin Rouge hade för Paris.

#### Bremer Kombüse
Bremer Kombüse var en typisk ölstuga i en stil typisk för Bremen, där grogg, punsch, rödvin och öl serverades. Den inreddes 1930 i det rum där ursprungligen Bodegan låg.

#### Zum Teltower Rübchen
Ölkällaren Zum Teltower Rübchen öppnade 1931 och vände sig framförallt till de bönder från Teltow som reste in till staden med lokaltågen.

#### Osteria
Den italienska osterian byggdes för att ersätta Czardan.

#### Rhenterrassen
Rhenterrassen låg i två våningsplan och var därmed inte bara byggnadens största restaurang utan innehöll också den mest spektakulära upplevelsen. 
Dekoren visade Rhendalen vid Sankt Goar med vy över borgen Rheinfels och Loreleyklippan. Varje timme dämpades rumsbelysningen, så att en upplyst stad framträdde. Vid horisonten tändes blixtränder kort, samtidigt som åskmuller hördes och regn strömmade från en vattenledning. I dekoren åkte modelljärnvägar och fartygsmodeller och i samarbete med Lufthansa hade man till och med rörliga flygplansmodeller på tunna trådar. Eftersom "terrass" innebar att det inte fanns någon vägg mellan gästerna och landskapet hade man monterat ramlösa glasskivor för att skydda gästerna från att blötas ned av väderskådespelet. Rhenterrassen låg under balsalen och därmed också under kupolen; landskapsinstallationen låg i den rundade delen av byggnaden.

#### Teknik
För att undvika störande matos hade man ett centralkök som betjänade samtliga restauranger i byggnaden, inrymt i takvåningen. Det var Euro pas då största kök med världens största gasköksanläggning. I centralköket arbetade 80 kockar och 120 assisterande kockar. De 150 servitörerna skickade in beställningar med rörpost och maträtterna transporterades med paternosterhissar till de olika restaurangerna. Huset hade transportband för smutsig disk, en avfallsförbränningsanläggning, en ventilationsanläggning med 200 000 m³ luftflöde per timme och en lågtrycksångvärmeanläggning med åtta pannor.

#### Besökare
Inträde till Haus Vaterland kostade en riksmark och var inte förknippat med något krav på minsta beställning. Det fanns både soppa och korv för 50 pfennig såväl som hummer, kaviar och champagne. Genom eftermiddagsarrangemang som tedanser och modevisningar samt barnpassning vände man sig även till en kvinnlig kundkrets. Ägarfamiljens avsikt var att tilltala alla samhällsklasser, men gästerna utgjordes till större delen av tjänstemän ur medelklassen, en grupp i samhället som växte kraftigt under Weimarrepublikens tid. Däremot såg representanter för finkulturen Haus Vaterland ofta med mer kritiskt nedlåtande blick, bland andra sociologen Siegfried Kracauer som i Die Angestellten 1930 kallade Haus Vaterland en "fristad för de i anden hemlösa".

#### Vaterland Girls
Till husets fasta ensemble hörde även Vaterland Girls: 16 dansöser som skulle motsvara Weimarepokens skönhetsideal och tidvis uppträdde halvnakna. De repeterade på förmiddagarna och uppträdde från klockan 20 till klockan 1 på natten på olika platser i hela huset. Programmet byttes ut vart fjärde vecka. Till ensemblen hörde även fyra män som utklädda till "Biedermeierstudenter" sjöng studentsånger.

## Historia

### Haus Potsdam (1912–1927)

#### Utgångsläge

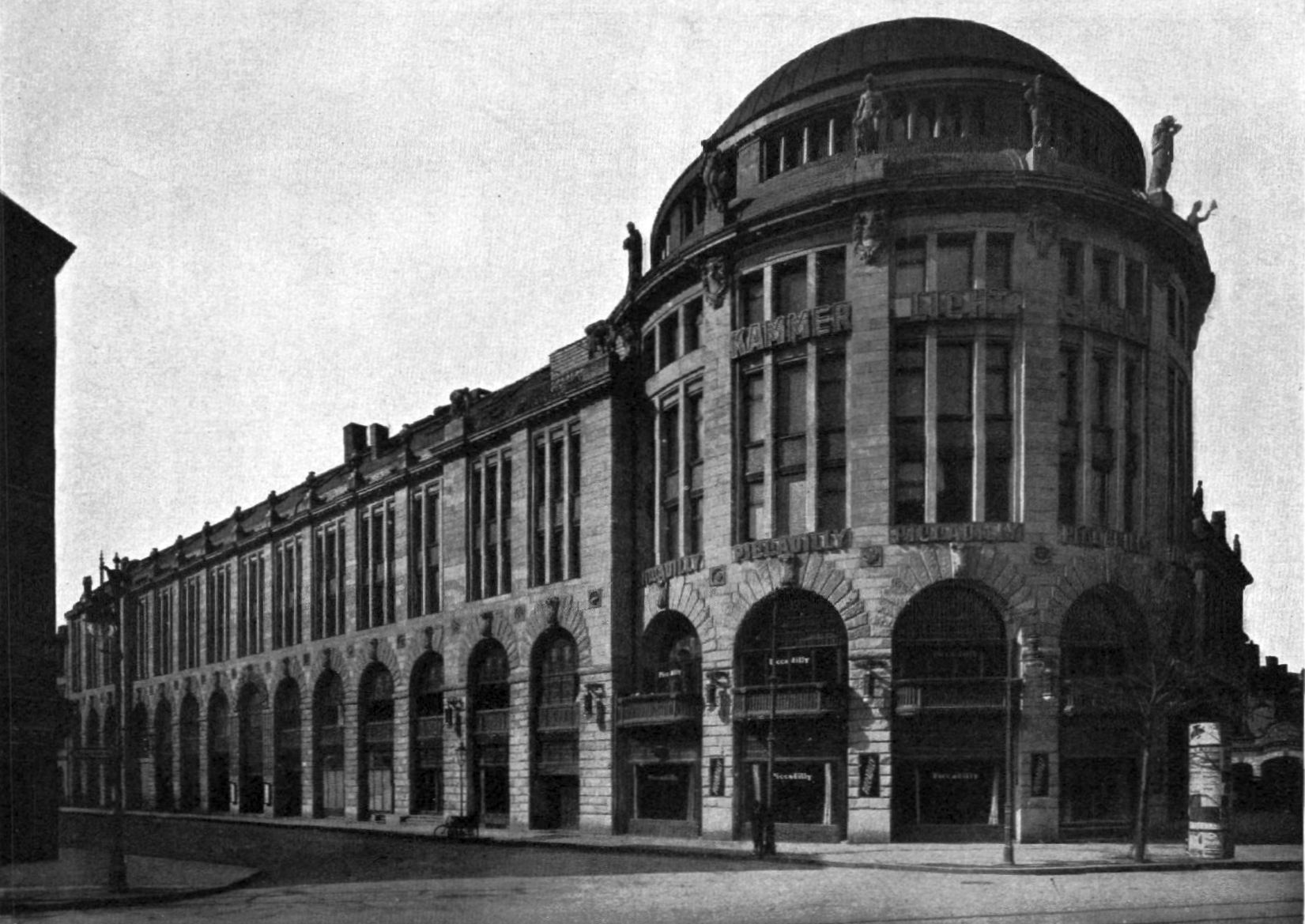
Haus Potsdam kort efter färdigställandet, 1913.

Berlin växte fort under industrialiseringens tidiga år, men i och med stadens upphöjning till huvudstad i Tyska riket 1871 ökade tillväxttakten ytterligare. Omkring sekelskiftet 1900 blev en ny byggnadstyp vanligare, nämligen stora kontorsbyggnader som hade gott om plats i bottenplan för butiker eller restauranger. Baugesellschaft am Potsdamer Platz AG, sedermera Bank für Grundbesitz und Handel AG, planerade att uppföra ett sådant hus vid Potsdamer Platz. Förebilder till detta var Haus Trarbach och Haus Bayernhof. Dessutom köptes flera hyresfastigheter in för att rivas och lämna plats. Den därigenom uppkomna lediga tomten låg på västra sidan av Köthener Strasse. Visserligen hade den en mycket smal tomtgräns mot Potsdamer Platz, men den hade trots detta ett mycket strategiskt läge på grund av läget omedelbart angränsande till Potsdamer Bahnhof. Potsdamer Platz var inte något öppet torg i egentlig mening, snarare en trafikkorsning och dessutom den mest trafikerade i hela Berlin.

#### Uppförande
Från februari 1911 till februari 1912 lät Bank für Grundbesitz und Handel uppföra en sexvåningsbyggnad efter ritningar av arkitekten Franz Schwechten och byggnadsstatikern Otto Leithof. Byggnaden fick namnet Haus Potsdam efter läget vid Potsdamer Platz. Särskilt stenvalven över de välvda fönstren gav huset ett intryck av att vara murat i kalk- och sandsten. I verkligheten var det dock en för tiden modern bärande stålkonstruktion, som redan vid uppförandet väckte uppmärksamhet. Konstruktionen var 90 meter lång och 23 meter bred och överbryggade byggnadens mått utan invändiga stödpelare. Även kupolen bars upp endast av stommen. Byggnaden innehöll 3 400 m² kontorsyta, det gigantiska Café Piccadilly och den likaledes storslagna biografen Kammer-Lichtspiele am Potsdamer Platz, vars tak bars upp av fem kraftiga takbalkar i stål längs salens fulla längd. Hela byggnaden kostade omkring 3 miljoner mark eller omkring 19 miljoner euro i 2000-talets penningvärde.

#### Café Piccadilly
Namnet Piccadilly var avsett att ge ett intryck av storstadens elegans. Man hade lånat det från den kända korsningen Piccadilly Circus i London. Potsdamer Platz var liksom Piccadilly Circus en trafikknutpunkt, som med sin ljusreklam även i Tyska riket spred en bild av det moderna storstadslivet. Nattetid lyste skyltarna "Piccadilly" och "Kammer-Lichtspiele" upp fasaden. Inredningen på caféet gav ett överdådigt intryck och enbart den gulgröna marmorn för väggarna hade kostat 200 000 mark. På tak och väggar fanns målningar samt skulpturer som delvis bevarats i jugendstil. Picadilly låg på två våningsplan i den del av byggnaden som låg mot Potsdamer Platz, det vill säga under kupolen. Här satt gästerna på andra våningen på ett galleri som de kunde blicka ut från. Med 2 500 sittplatser var det Berlins största café, med en storlek som även drog till sig internationell uppmärksamhet. Piccadilly drevs av Heinrich Braun, en Berlinentreprenör som ägde flera kända caféer i staden. Med Piccadilly tog han en avsevärd ekonomisk risk, då han var tvungen att nå en omsättning om minst 2 500 mark om dagen för att gå runt. Senare kunde han dock hävda att "Människor från hela riket kommer dagligen till Berlin för att beskåda underverket." Caféet hade nämligen stor framgång och till och med kronprinsparet Wilhelm och Cecilie och den högadliga kretsen kring dem hörde till gästerna.

#### Kammer-Lichtspiele am Potsdamer Platz

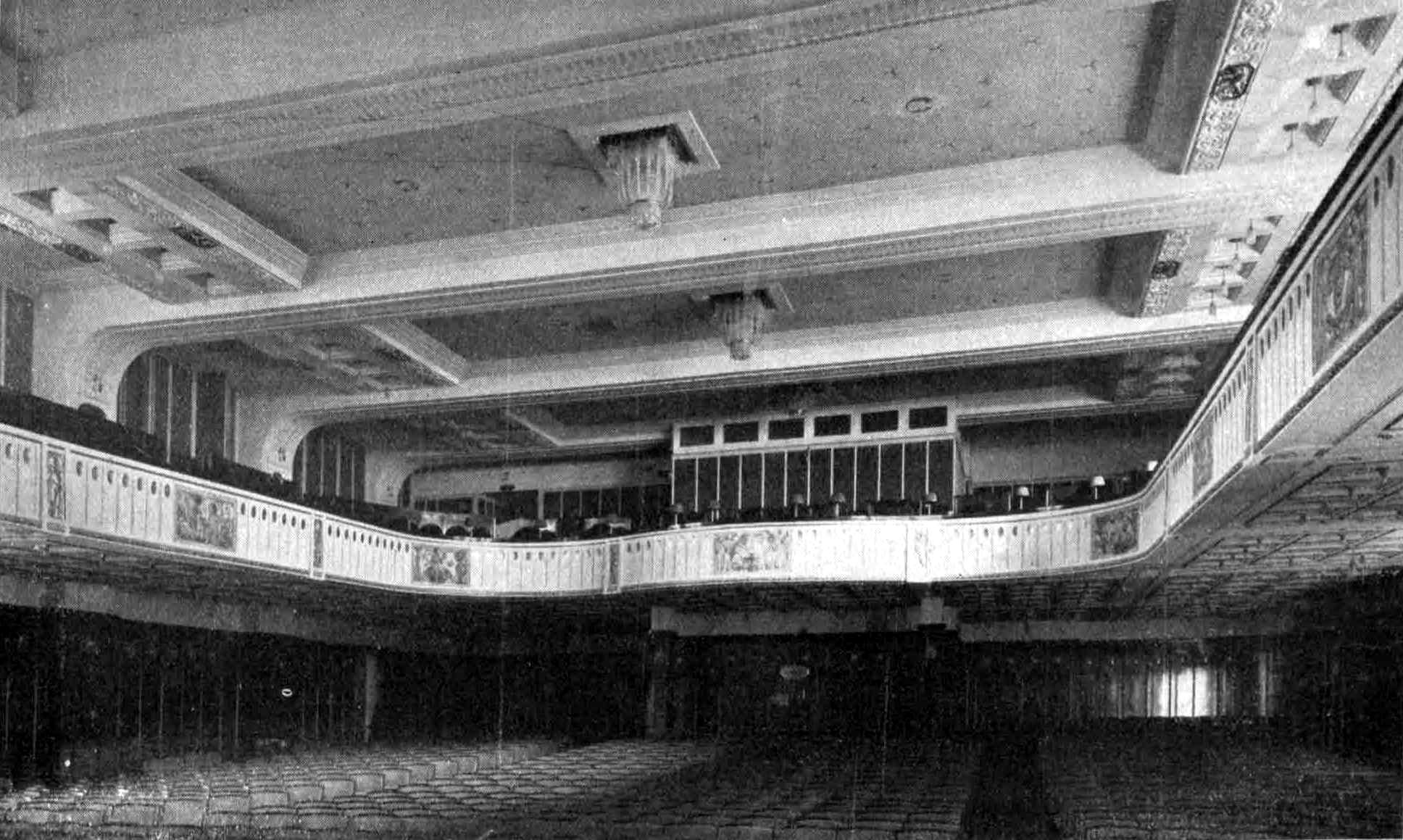
Kammer-Lichtspieles biosalong 1912.

Redan 1895 hade Berlins första biograf öppnat och tio år senare hade antalet biografer redan växt till över 100. De blev efter hand större och mer luxuösa, vilket i synnerhet gällde Kammer-Lichtspiele. Den låg på första våningen i Haus Potsdam och hade en 5,55 meter hög och 6 meter bred bioduk med ett dike för orkestern och omkring 1 200 sittplatser.

#### Första världskriget

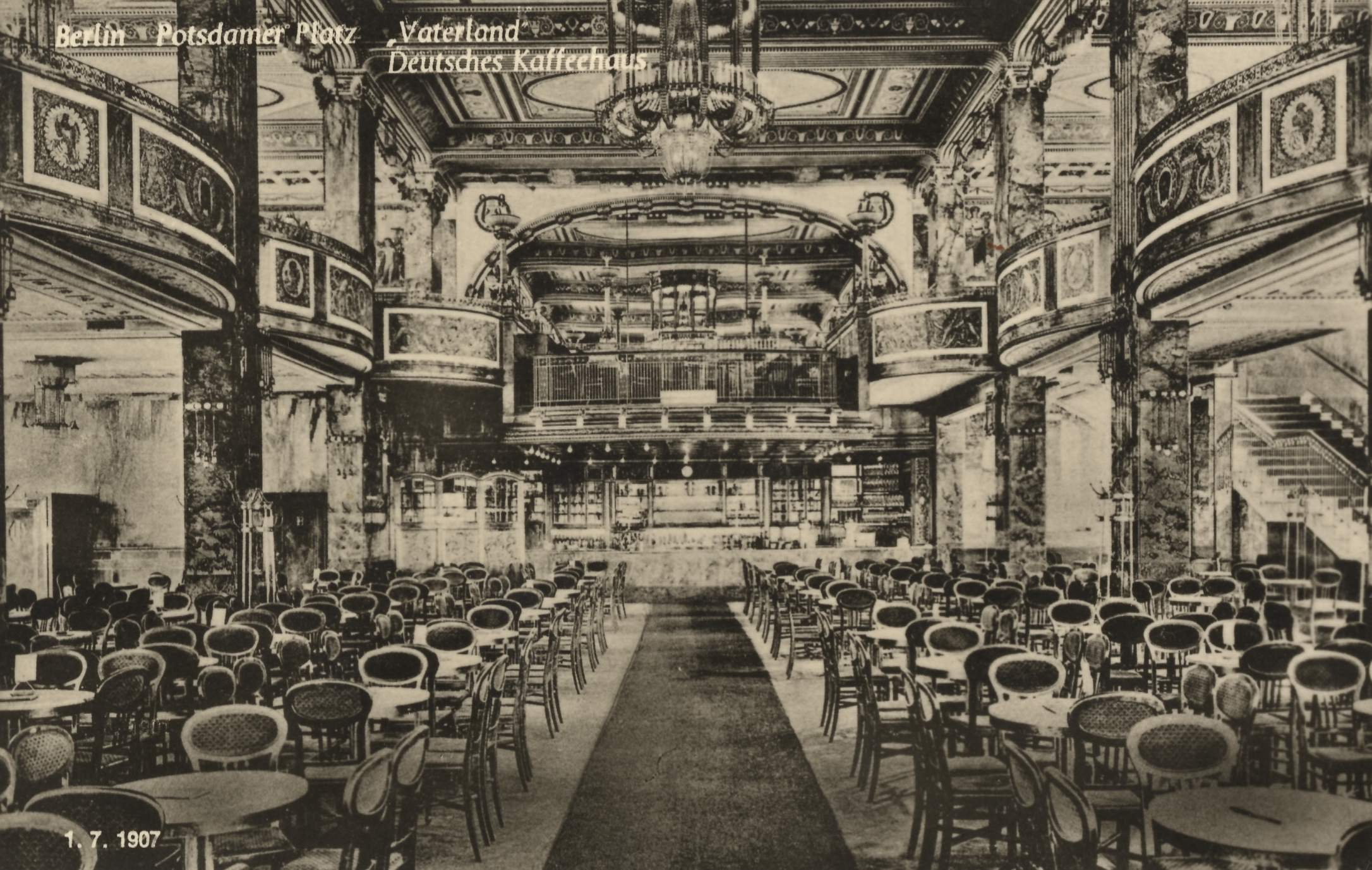
Deutsches Caféhaus Vaterland (felaktigt datum i bilden).

Det första världskrigets nationalistiska våg medförde att Café Piccadilly i augusti 1914, strax efter krigsutbrottet, bytte namn till Deutsches Kaffeehaus Vaterland, kort Kaffee Vaterland. År 1917 såldes huset av Bank für Grundbesitz und Handel till UFA. 

#### Weimarrepubliken
År 1919 flyttade UFA:s huvudkontor in i kontorslokalerna. På grund av företagets tilltagande ekonomiska problem under 1920-talet stod det inför hot om konkurs. UFA köptes upp av den nationalistiskt sinnade vapen- och medieentreprenören Alfred Hugenberg i mars 1927 och Haus Potsdam ingick då i köpet. Hugenberg var dock endast intresserad av biografen men inte hela byggnaden, så att Bank für Grundbesitz und Handel fick möjlighet att köpa tillbaka hela byggnaden med en klausul i köpekontraktet om permanent nyttjanderätt till biografen för UFA.
Kaffee Vaterland kom efter kriget att efter hand förlora intäkter och gjorde knappt någon vinst, varför inredningen under 1920-talet förblev oförändrad. Berlins nattliv hade under denna tid gradvis flyttat bort från Potsdamer Platz i riktning mot Neuer Westen, kvarteren kring Auguste-Viktoria-Platz, nuvarande Breitscheidplatz. År 1926 köptes caférörelsen av hotellkedjan Kempinski.

### Haus Vaterland (1928–1943)

#### Leo Kronau
Drivande bakom ombyggnationen till Haus Vaterland var Leo Kronau. Om honom är relativt lite känt, inte ens hans födelseår. Han var delaktig i uppbyggnaden av nöjesfältet i Wien där besökarna från 1895 till 1901 kunde känna sig som att de var i Venedig. Möjligen hade Kronau också egen erfarenhet av nöjesfältet på Coney Island i New York, där gästerna erbjöds en resa till månen med luftskepp, inklusive simulerat åskväder. Både illusionen av väder och miljöer från andra länder spelade en stor roll för tillkomsten av Haus Vaterland. År 1905 hade Kronau simulerat ett sjöslag med simulerad bombfällning och maskingevärseld. Senare arbetade han inom filmindustrin och var chef för nöjesparken Kaisergarten i Wien. År 1926 övertog han det konstnärliga ledarskapet för nöjesfältet Lunapark i Berlin.
Nöjesparker av den här typen fick ett uppsving i slutet av 1800-talet i både Europa och USA. De låg i utkanten av storstäder och hade restauranger, varité- och dansföreställningar, åkattraktioner och många andra sorters underhållning. Kronau ansåg att dessa hade två nackdelar. För det första låg de utanför stadskärnan, så att besökarna huvudsakligen besökte dem som en dagsutflykt och sällan på vardagarna. För det andra var de starkt beroende av vädret. Det fanns visserligen också attraktioner under tak, men besökarna uteblev ändå både vid regn och på vintern. Därför vände sig Leo Kronau 1926 till familjen Kempinski med ett förslag om att starta ett nöjespalats i centrala Berlin. Hans förslag möttes med intresse och han lämnade sin anställning vid Lunapark för att istället leda ombyggnadsarbetena samt driften efter färdigställandet. Efter bara ett halvt år kom han dock att åter lämna Haus Vaterland.

#### Ombyggnad
För ombyggnationens räkning grundades Haus Vaterland Gaststätten GmbH. I styrelsen satt ägarna, det vill säga Bank für Grundbesitz und Handel, bankerna som finansierade ombyggnaden och familjen Kempinski, som tog över driften och leveranserna. UFA hyrde biografen och alla andra lokaler hyrdes av Kempinski som också övertog ledningen för projektet och fick ensamrättigheter på leveranser av livsmedel, dryck och tobaksvaror till fastslagna fördelaktiga priser. Den bärande stålkonstruktionen i Haus Potsdam möjliggjorde en radikal ombyggnad eftersom man kunde riva ut hela våningsplan invändigt utan att skada ytterväggarna. Vid återuppbyggnaden kunde därefter planerna för de olika restaurangerna inklusive ingångarna planeras optimalt. Totalt kostade ombyggnaden tolv miljoner mark, vilket i 2000-talets penningvärde blir omkring 50 miljoner euro. De komplicerade tekniska lösningarna var en viktig kostnadsdrivande faktor. I marknadsföringen hävdades att man lagt ned en miljon arbetstimmar och att 110 järnvägsvagnar med 1500 laster byggnadsmaterial gått åt för att skapa "ett av vår rikshuvudstads mest internationellt representativa underverk". Dessutom hade huset en 6 kV högspänningsanslutning till elnätet och 100 motorer för den eldrivna tekniken.
Till nyöppningen den 31 augusti 1928 gav man ut en reklambroschyr som beskrev husets finesser, de enskilda restaurangerna och individuella programpunkter. Eftersom Kaffee Vaterland redan var internationellt känt låg det nära till hands att helt enkelt använda detta namn för hela byggnaden, så att det nu kallades Haus Vaterland – Betrieb Kempinski.

#### Depressionsåren
Redan ett år efter den framgångsrika nylanseringen kom den stora depressionen att kraftigt påverka Haus Vaterlands ekonomi. Flera sparåtgärder infördes, bland annat så visades den dyra vädersimuleringen vid Rhenterrassen nu bara vid mer sporadiska tillfällen.

#### Under Nazityskland
Efter nazisternas maktövertagande år 1933 kunde verksamheten i stort sett drivas vidare som tidigare, men var tvungen att ariseras. Detta gällde både föreställningarna som visades samt hur främmande länder framställdes. Till exempel bytte Arizona-Bar namn till Kolonialstube. Familjen Kempinski var judisk men Kempinskiföretagen kunde ändå gå med vinst fram till tiden kring Berlin-OS 1936. Därefter kom dock nazisternas riktade repressalier att inom några få månader ruinera ägarfamiljen. Efter inledande samtal i september 1936 kom företaget och därmed driften av Haus Vaterland att övertas av Aschinger. Ett dotterföretag till Kempinski som redan tidigare övertagits, M. Kempinski & Co. Weinhaus und Handelsgesellschaft mbH, övertog genom ett hyrkontrakt 29 april 1937 driften av Kempinskiföretagen från det ursprungliga ägarbolaget. Genom en förordning från början av 1941 som förbjöd judiska firmanamn köpte det nya bolaget vinbaren F. W. Borchardt med rätten att driva vidare verksamheten under detta namn. I november 1941 bytte företaget namn till F. W. Borchardt Weinhaus und Handelsgesellschaft mbH och i juli 1943 åter till F. W. Borchardt GmbH.
Under andra världskriget användes det tyska caféet varje kväll för att underhålla soldater på genomresa. Till conferenciererna hörde under en tid Peter Frankenfeld. Soldaterna firade entusiastiskt till populära dansorkestrar som Kurt Widmanns orkester, som även spelade förbjudna swinglåtar, något som i tysthet tolererades. Dansverksamheten var dock begränsad under krigsåren.

#### Ruin (1943–1976)

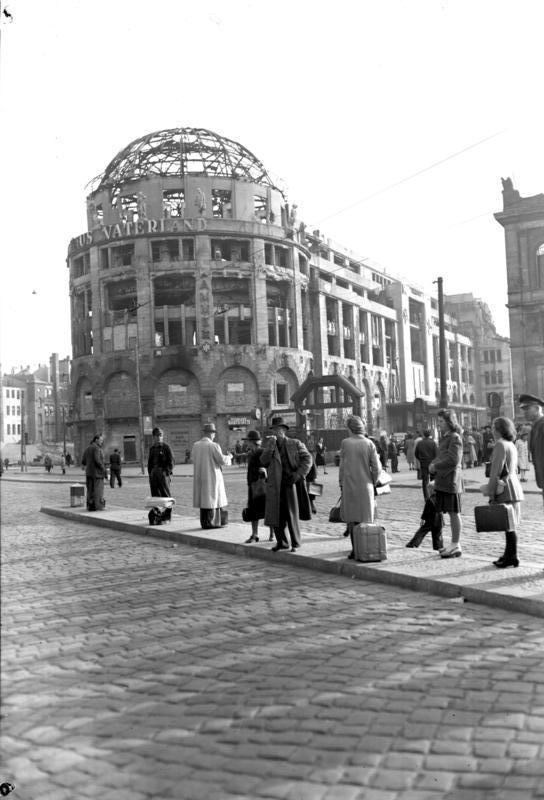
Den svårt krigsskadade ruinen av Haus Vaterland i oktober 1947.

#### Bombning
De övre våningsplanen i byggnaden träffades av sprängbomber från allierade bombanfall i november 1943, vilket ledde til att husets mellersta del blev helt utbränd. Endast caféet var i användbart skick, och bombningen blev slutet för Haus Vaterland. Ytterligare bombanfall och gatustriderna under slaget om Berlin 1945 ledde till att även cafédelen förstördes av brand.

#### I sovjetiska ockupationssektorn
Efter andra världskrigets slut låg byggnaden i den sovjetiska ockupationssektorn i Berlin, omedelbart vid sektorgränsen mot den brittiska ockupationssektorn. Köthener Strasse som byggnaden låg vid hörde redan till den brittiska sektorn. Man gjorde provisoriskt i ordning Deutsches Caféhaus med enkla medel och anspråkslös inredning och startade en statlig HO-krog med namnet Haus Vaterland. Efter en sista brand som åter ledde till att hela byggnaden blev utbränd lät man på grund av det ogynnsamma läget direkt vid gränsen byggnaden förfalla. Orsaken till branden var en anlagd brand i samband med folkupproret i Östtyskland 17 juni 1953. Senare lät de östtyska myndigheterna mura igen fönstren och säkra ruinen som en del av gränsbefästningarna, i synnerhet efter att Berlinmuren börjat uppföras 1961. 

#### Efter utbyte av territorium

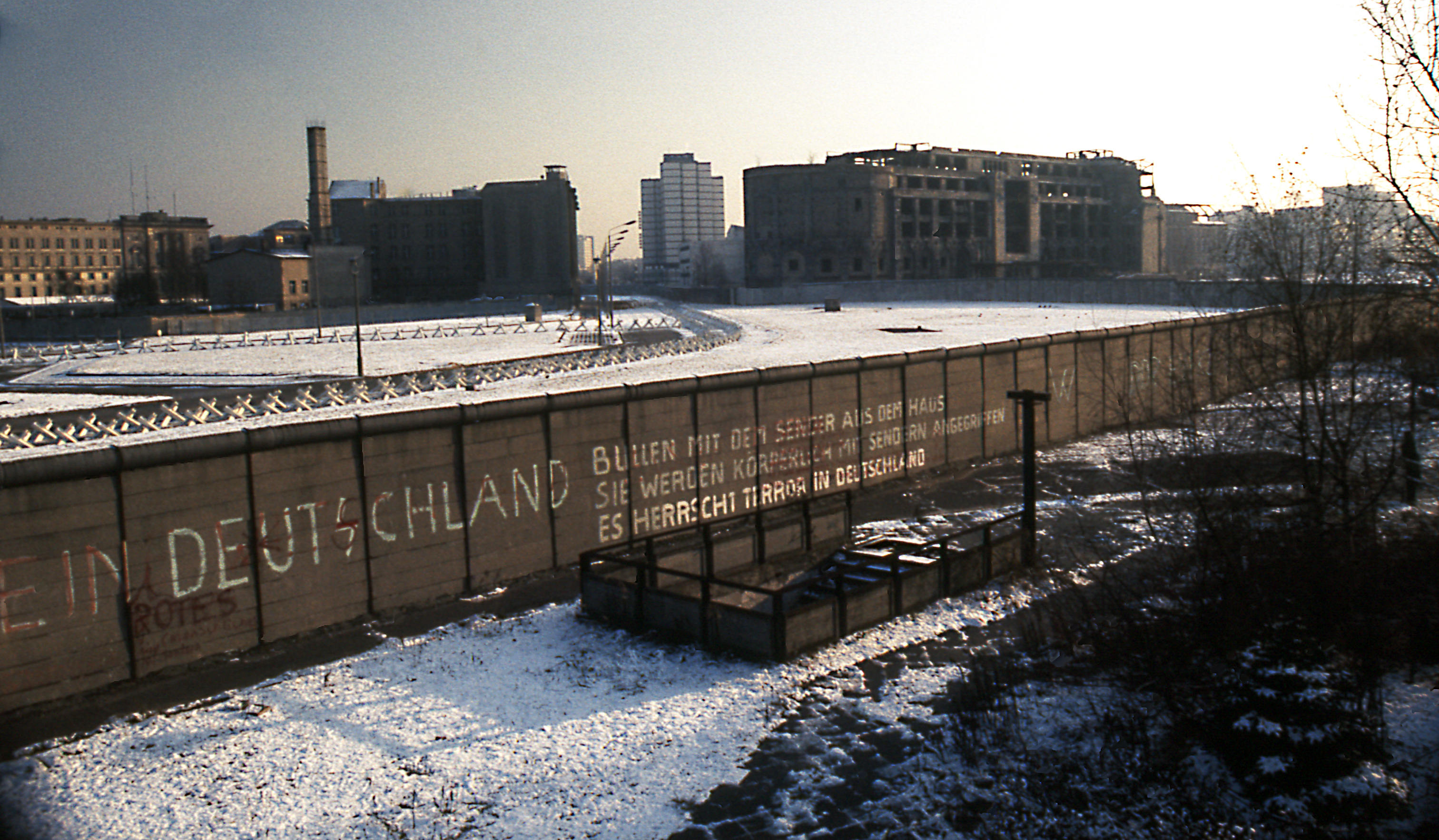
Potsdamer Platz och Berlinmuren i november 1975. Haus Vaterlands ruin i bakgrunden till höger, kort före rivningen.

Den 21 juli 1972 genomfördes ett utbyte av territorium mellan sovjetiska sektorn i Östberlin och den brittiska sektorn i Västberlin, så att ruinen och tomten tillsammans med stationsområdet för den 1952 stängda stationen Potsdamer Bahnhof nu kom att tillhöra Västberlin. På grund av den omfattande förödelsen och rivningar samt Berlinmurens ingenmansland kom Haus Vaterland-ruinen att stå ut som en av få kvarvarande byggnader i kvarteren kring Potsdamer Platz. De bärande delarna av byggnaden var så pass välbehållna att en återuppbyggnad i princip var möjlig, men på grund av planer på en motorväg genom Västberlin som i slutänden aldrig realiserades kom man som en del av förberedelsearbetena att riva ruinen 1976.
Idag står byggnaden Potsdamer Platz 10 på ungefär den plats där Haus Vaterland tidigare låg. Den nuvarande byggnaden är ett kontors- och butikshus som ingår i byggnadskomplexet Park Kolonnaden. Den rundade fasaden på byggnadens norra sida påminner om Haus Vaterlands form, men byggnaden saknar kupol. På den tidigare platsen för Potsdamer Bahnhof uppfördes aldrig några byggnader efter Berlinmurens fall, utan istället anlades en park, Tilla-Durieux-Park.

## I litteraturen
Författaren Inge von Wangenheim använde byggnadens namn i titeln på sin självbiografi Mein Haus Vaterland. Hennes mor var skräddare och hade 1929 fått kontrakt på att sy upp kläderna till medverkande i föreställningarna på Haus Vaterland. Inge von Wangenheim assisterade sin mor efter förmåga, vilket visserligen i depressionens tidevarv var en i någon mening säker födkrok, men samtidigt en ganska hård exploatering snarare än ett välbetalt jobb.
Haus Vaterland är plats för handlingen i kriminalromanen Die Akte Vaterland av Volker Kutscher. Boken är del av serien om Gereon Rath som tjänat som förlaga till TV-serien Babylon Berlin.